# Cerbera
- Commons
- Wikispecies

Cerbera L. é um género botânico pertencente à família Apocynaceae. Seus nomes vulgares são: chapéu-de-napoleão, noz-de-cobra, acaimirim, cerbera e jorro-jorro.
Um dos seus usos medicinais, comprovados por testemunhas que se beneficiaram dela, é diminuir consideravelmente as cãibras. Faz-se um pequeno saquinho, coloca-se a semente dentro, fecha-se com pequena costura e pendura-se, por dentro da vestimenta, com um alfinetinho de segurança. 

## Sinonímia
- Tanghinia Thouars

## Espécies
- Cerbera batjanica Teijsm.  &  Binn.
- Cerbera dilatata Markgr.
- Cerbera dumicola P.I.Forst.
- Cerbera floribunda K. Schumann
- Cerbera inflata S.T. Blake
- Cerbera laeta A.J.M.Leeuwenberg
- Cerbera manghas L.
- Cerbera micrantha Kaneh.
- Cerbera obovata Roem. &  Schult.
- Cerbera odollam Gaertn.
- Cerbera oppositifolia Lam.
- Cerbera quaternifolia Roxb.
- Cerbera tanghin Hook.
- Lista completa

## Classificação do gênero
| Sistema | Classificação                      | Referência               |
| ------- | ---------------------------------- | ------------------------ |
| Linné   | Classe Pentandria, ordem Monogynia | Species plantarum (1753) |